# Pedra Moirinha
A Pedra Moirinha é um monumento megalítico situado nas imediações da cidade de Portimão, na região do Algarve, em Portugal.

## História e descrição
O menir é formado por sienito nefelínico, com origem na Serra de Monchique, situada a cerca de vinte quilómetros de distância. O investigador Carlos Teixeira integrou o menir na categoria de pedra talha, encontrada nos monumentos megalíticos na região de Évora. Apresenta provas de ter sido trabalhado, de forma muito rudimentar. Quando foi identificado, encontrava-se isolado, sobre um afloramento de calcário miocénico.
Situa-se na Rua da Pedra, na área do Alfarrobal, a Noroeste da cidade de Portimão, e nas imediações da Estrada Nacional 124 e da linha férrea do Algarve.
Devido à grande distância entre Portimão e Monchique, o seu transporte terá exigido um considerável esforço para os meios disponíveis às povoações pré-históricas, tendo Carlos Teixeira avançado a teoria que terá sido deslocado como parte de um esforço de grupo, método que então era habitual nos trabalhos de interesse comum. Uma teoria alternativa foi apresentada pelo Dr. Manuel Bentes durante um conjunto de conferências sobre o monumento em 1969, organizadas pelo grupo dos Rotários de Portimão, onde afirmou que não era um monumento megalítico, mas um penedo que tinha sido levado desde a serra de Monchique devido ao efeito de glaciares. Manuel Bentes sustentou esta teoria com a presença de vários depósitos detríticos no Barlavento, que segundo a sua interpretação teriam sido formadas por glaciares, apesar de já então se saber que as glaciações quaternárias não tinham chegado à região, tendo o ponto mais meridional que atingiram no território português sido a Serra da Estrela. Esta opinião foi duramente criticada por Carlos Teixeira, que colocou em causa as qualificações do médico em termos de geologia, tendo então explicado que na região não existiam quaisquer vestígios de glaciações, nem depósitos de origem torrencial.
O menir data provavelmente do período neo-calcolítico, apesar da sua denominação, que terá advindo do costume de considerar os monumentos mais antigos como de origem islâmica, tendo figurado em várias lendas populares. Terá sido pela primeira vez estudado pelo Dr. António Rebello da Silva, que alertou a comunicação social da sua presença. Foi depois investigado por Carlos Teixeira, que tinha sido informado pelo Dr. Rodrigo Boto da existência do menir. Carlos Teixeira fez várias diligências para o estudar a fundo e proteger, a primeira ainda antes da Revolução de 25 de Abril de 1974, junto da Câmara Municipal de Portimão, embora sucesso. Um artigo publicado no jornal Correio do Sul em 6 de Fevereiro de 1969 que o menir fosse protegido como Imóvel de Interesse Público, tendo sido oficialmente classificado pelo Ministério da Educação Nacional em 1970. Já no período democrático, escreveu ao Ministro do Comércio, que lhe concedeu dois funcionários da Direcção-Geral de Turismo, além de um subsídio à autarquia para a construção de um monumento integrando o menir, com uma placa informativa. Porém, Carlos Teixeira criticou o monumento, uma vez que foi concebido de forma a deixar o menir deitado, tendo avançado com uma nova proposta onde ficaria de pé, considerando que era uma configuração mais comum para elementos daquele tipo. O monumento acabou por não ser construído, e o menir foi entretanto mudado devido a obras numa vivenda, processo que levou à sua mutilação numa das pontas.